# Foxhall Parker Keene
Foxhall Parker Keene (født 18. december 1867 i Oakland, Californien, død 25. september 1941 i Ayers Cliff, Québec, Canada) var en amerikansk polospiller, som deltog i OL 1900 i Paris.

## Sportskarriere
Keene begyndte at spille polo som 16-årig i den lokale klub i New York, og to år senere spillede i den første Westchester Cup; her scorede han det første mål i en international polokamp nogensinde. Det skete efter blot 24 sekunder i en kamp mod et britisk hold, der dog vandt 10-4. Han spillede i alle de seks første kampe ved Westchester Cup i 1886, 1900 og 1902. Han gik glip af kampene i 1913, da han havde brækket sit kraveben under fysisk træning op til turneringen.
I forbindelse med OL 1900 i Paris blev der afholdt flere poloturneringer, og det har været vanskeligt at afgøre, hvilken af disse der var en del af OL. Den officielle turnering lader dog til at være afholdt 28. maj til 2. juni og havde deltagelse af fem hold: to franske, to britiske og et blandet hold bestående af fire mexicanere og en amerikaner. Nationaliteterne betød tilsyneladende ikke så meget, for også på de britiske og franske hold var der spillere fra andre nationer, og en enkelt spiller skiftede hold undervejs. Keene spilledes således på det britiske hold Foxhunters Hurlingham sammen med en anden amerikaner, Frank MacKey samt ireren Denis Daly og briterne John Beresford og Toby Rawlinson. Foxhunters indledte med at besejre det franske hold Compiègne Polo Club 10-0, og mødte derpå i semifinalen Polo Club de Paris, som de besejrede 6-4. I den anden semifinale vandt BLO Polo Club over det blandede nordamerikanske hold med 8-0, og finalen stod derpå mellem de to britiske hold. Her vandt Foxhunters 3-1 over BLO og blev dermed olympiske mestre. Keene deltog desuden i en af 
de uofficielle turneringer og blev her nummer to.
Keene var en alsidig sportsmand, og han var med i US Open i golf i 1897 samt i det amerikanske amatørmesterskab i golf året efter. Her nåede han kvartfinalen.  Han kørte derudover også racerløb i bil, men han blev alvorligt skadet, da hans bil forulykkede i Vanderbilt Cup-løbet i 1905, hvorpå han opgav denne sport. I stedet kastede han sig over rackets og spillede blandt andet med i VM i denne sport i 1914. Endvidere havde han også dyrket tennis, galop og amerikansk fodbold, og hans far udlovede engang en stor pengesum, hvis der var én, der kunne besejre hans søn i en ud af ti sportgrene; der var dog ingen, der turde binde an med det, for Foxhall Keene havde et imponerende ry i de fleste sportsgrene.

## Videre karriere
Keene stammede fra en velhavende familie, der blandt andet havde hesteopdræt, en branche Foxhall Keene også slog sig på. Han levede i øvrigt længe på sin families formue, indtil hans far gjorde ham arveløs. Han giftede sig aldrig. I stedet flyttede han i 1913, nu med stor gæld, til Canada, hvor han boede hos sin søster og skrev sine memoirer; her døde han mange år senere i fattigdom.